# Le Journal de Gien
Le Journal de Gien est un journal hebdomadaire régional français basé dans la ville de Gien et le département du Loiret en région Centre-Val de Loire.
Le titre, fondé en 1945, est diffusé dans quatre départements. Il appartient au groupe Centre-France depuis 2012.

## Géographie
Le siège du journal est situé au 116 de la rue Georges-Clemenceau à Gien.
Sa zone de diffusion s'étend sur une partie des départements du Loiret et du Cher (région Centre-Val de Loire), de l'Yonne et de la Nièvre (Bourgogne-Franche-Comté), dans les régions naturelles du Giennois, du Val de Loire, de la Sologne, de la Puisaye et du Berry.

## Histoire
Le Journal de Gien est un journal hebdomadaire régional fondé à la fin de la Seconde Guerre mondiale le 21 avril 1945 par Raymond Jatteau et Georges Gauthier. Il s'établit à Gien dans la rue Georges-Clemenceau et est mis sous presse par l'imprimerie Jeanne-d'Arc.
Georges Gauthier démissionne en 1947 laissant Raymond Jatteau, seul, à la tête du journal.
En février 1974, l'entreprise déménage dans de nouveaux locaux situés en face de l'imprimerie Jeanne-d'Arc et y installe de nouvelles rotatives offset. Peu de temps après, des locaux destinés à héberger l'administration et les journalistes sont construits rue du Général-Marcel.
À la mort de Raymond Jatteau, le 16 novembre 1984, ses fils Jean-Pierre et Dominique Jatteau prennent la direction du journal.
En 2011, le journal emploie 28 salariés, tire à 20 672 exemplaires pour une diffusion payée de 17 032 exemplaires (en baisse de 3,2 % par rapport à l'année 2010).
Le 17 février 2012, la famille Jatteau vend le journal au groupe français Centre-France spécialisé dans la presse régionale et le multimédia,.

## Rédaction
Cinq journalistes et une vingtaine de correspondants participent à la rédaction du journal.

## Diffusion
| Années                                                                 | Tirage | Diffusion (payée) | Diffusion (totale) |
| ---------------------------------------------------------------------- | ------ | ----------------- | ------------------ |
| 2021                                                                   | 11 653 | 9 999             | 10 124             |
| 2020                                                                   | 12 409 | 10 630            | 10 763             |
| 2019                                                                   | 13 559 | 11 622            | 11 772             |
| 2018                                                                   | 14 430 | 12 253            | 12 471             |
| 2016                                                                   | 15 718 | 13 238            | 13 699             |
| 2015                                                                   | 16 515 | 13 842            | 14 372             |
| 2014                                                                   | 17 424 | 14 534            | 15 097             |
| 2013                                                                   | 18 211 | 14 987            | 15 516             |
| 2012                                                                   | 20 080 | 15 891            | 16 434             |
| 2011                                                                   | 20 672 | 16 488            | 17 032             |
| 2010                                                                   | 20 816 | 17 053            | 17 600             |
| 2009                                                                   | 20 800 | 17 401            | 17 957             |
| 2008                                                                   | 20 936 | 17 875            | 18 435             |
| 2007                                                                   | 21 550 | 17 686            | 18 277             |
| 2006                                                                   | 21 761 | 17 724            | 18 438             |
| Source : Diffusion des titres de la presse française, association OJD, |        |                   |                    |